# 透明な遺書
『透明な遺書』は、内田康夫の長編小説である。

## あらすじ
ルポライター浅見光彦は、雑誌『旅と歴史』の編集長・藤田からある相談を受ける。それは彼の友人、清野林太郎の死の真相を解き明かしてほしいというもの。清野の死は自殺だと考えられていたが、彼の娘の翠は、「父は殺された」と主張する。彼女とともに現場の福島・喜多方に赴いた浅見の捜査行は、やがて思わぬ方向へ広がっていく。